# Arzu Geybullayeva
Arzu Geybullayeva (em azeri:  Arzu Qeybullayeva), também conhecida como Arzu Geybulla (em azeri:  Arzu Qeybulla), é uma colunista, blogueira e jornalista do Azerbaijão, que escreve para vários jornais e meios de comunicação, incluindo Al Jazeera, Política Externa, Global Voices e Agos. Ela também trabalhou com várias organizações sem fins lucrativos e think-tanks, incluindo o National Democratic Institute e a European Stability Initiative. Geybullayeva foi incluída na lista da BBC das melhores mulheres em 2014. Ela defende uma resolução pacífica entre armênios e azerbaijanos sobre o Conflito do Alto Carabaque. No entanto, nos últimos anos, ela recebeu várias ameaças provenientes principalmente do Azerbaijão devido ao seu trabalho com o Agos, um jornal armênio. As ameaças foram condenadas internacionalmente por várias organizações de direitos humanos. Geybullayeva vive em um exílio auto-imposto em Washington DC, nos Estados Unidos.

## Vida e carreira
Arzu Geybullayeva nasceu em Baku, capital do Azerbaijão, em agosto de 1983. Seu pai, Geybulla Geybullayev, era professor. Arzu Geybullayeva formou-se em Relações Internacionais pela Bilkent University, em Ancara, capital da Turquia. Ela continuou seus estudos na London School of Economics e recebeu um Master of Science em Política Global. Arzu Geybullayeva então começou sua carreira como pesquisadora no Oxford Business Group, em Londres, e atuou em muitos projetos na África e na Ásia, além de fornecer uma análise detalhada da pesquisa de mercado da Líbia. Ela trabalhou para o Instituto Nacional Democrático (NDI), em Baku. Como parte do NDI, ela trabalhou em estreita colaboração com políticos locais e jovens ativistas.
Enquanto estava em Istambul, em 2007, Arzu Geybullayeva começou a trabalhar para a European Stability Initiative, um instituto de pesquisa e política sem fins lucrativos e um think-tank para o sudeste da Europa. Em setembro de 2008, ela iniciou seu blog chamado Flying Carpets and Broken Pipelines. Desde 2009, ela se tornou colunista colaboradora de editoriais do Osservatorio Balcani e Caucaso, um think-tank com sede na Itália.
Ela é co-diretora do Imagine Center for Conflict Transformation desde 2011, uma organização que promove as relações entre armênios e azerbaijanos. Atualmente, é editora-chefe da Neutral Zone, uma plataforma de internet que promove a interação cultural e social, bem como a resolução de conflitos entre armênios e azerbaijanos. Em relação à reconciliação da Armênia e do Azerbaijão, ela comentou: "É como um prédio em construção - você define a base, para que o prédio fique firme."
Desde 2013, Geybullayeva trabalha como correspondente do Agos, um jornal semanal bilíngue armênio publicado em Istambul. No mesmo ano, tornou-se pesquisadora associada do Foreign Policy Research Institute, um think-tank estadunidense com sede na Filadélfia, no estado da Pensilvânia.
Ela foi incluída na lista da British Broadcasting Corporation (BBC) das principais mulheres em 2014.
Arzu atualmente mora em Istambul, na Turquia. Ela fala inglês, azerbaijano, turco e russo.

## Ameaças e reações
Arzu Geybullayeva recebeu inúmeras ameaças em vários círculos de mídia social provenientes do Azerbaijão por causa de sua cooperação com o jornal armênio Agos, com sede em Istambul. Em entrevista ao Global Voices, ela afirmou que foi rotulada de "traidora" e que a chantagem se transformou em ameaças de morte contra ela e sua família. As ameaças fizeram com que ela se abstivesse de visitar seu país natal, o Azerbaijão, então em um exílio auto-imposto na Turquia, em 2015.
As ameaças foram amplamente condenadas por numerosas organizações internacionais, incluindo PEN International e suas afiliadas English PEN e PEN Center USA. O PEN pediu ao governo do Azerbaijão e da Turquia para "garantir sua segurança e investigar todas as ameaças de violência feitas contra ela". O Índice de Censura também condenou as ameaças e convocou a "comunidade internacional a pressionar o Azerbaijão a respeitar a liberdade de expressão".